# Guerra Civil dels Estats Units
La Guerra Civil dels Estats Units, Guerra Civil Nord-americana o Guerra de Secessió dels Estats Units, va ser un conflicte bèl·lic ocorregut entre 1861 i 1865 entre vint-i-tres estats del nord dels Estats Units i una coalició d'onze estats del sud que van declarar la independència i el dret a la secessió. Els onze estats del Sud partidaris de l'esclavitud van declarar la secessió dels Estats Units i van formar els Estats Confederats d'Amèrica (la Confederació). Liderats per Jefferson Davis, van lluitar contra els Estats Units d'Amèrica (la Unió o el Nord), que tenia el suport de tots els estats lliures i els cinc estats esclavistes fronterers.
En les eleccions presidencials nord-americanes de 1860, el Partit Republicà dels Estats Units, dirigit per Abraham Lincoln havia fet campanya en contra de l'expansió de l'esclavitud més enllà dels estats en els quals ja existia. La victòria republicana en les eleccions provocà que set estats del Sud declaressin la secessió de la Unió, fins i tot abans del 4 de març de 1861, dia de la presa de possessió del nou president. Tant l'administració del govern sortint com la de l'entrant van rebutjar la legalitat de la secessió i la consideraren una rebel·lió a tots els efectes.
Les hostilitats van començar el dia 12 d'abril de 1861, amb l'atac de les forces confederades a Fort Sumter, una instal·lació militar de Carolina del Sud. Lincoln va respondre creant un exèrcit de voluntaris de cada estat, cosa que provocà la declaració de secessió de quatre estats esclavistes del Sud. Ambdues parts van mobilitzar els exèrcits, i al principi de la guerra la Unió va assumir el control dels estats fronterers i va establir un bloqueig naval. El setembre de 1862, la Proclamació d'Emancipació de Lincoln va acabar amb l'esclavitud i va dissuadir els britànics d'intervenir-hi. El comandant confederat Robert E. Lee va guanyar algunes batalles a l'est, però l'any 1863, després de la batalla de Gettysburg va haver d'aturar l'avanç cap al nord. A l'oest, a la batalla de Vicksburg, la Unió va aconseguir el control del riu Mississipi, de manera que la Confederació quedà dividida. Al llarg del 1864 els avantatges de la Unió en homes i material es van materialitzar, amb batalles de desgast contra Lee impulsades per Ulysses S. Grant, alhora que el general de la Unió, William T. Sherman, ocupà Atlanta (Geòrgia), i va avançar cap a l'oceà Atlàntic. La resistència de la Confederació es va ensorrar després que Lee es va rendir davant Grant, després de la batalla d'Appomattox Court House, el 9 d'abril de 1865 i van concloure amb l'alto-el foc signat al CSS Shenandoah el 6 de novembre.
Aquesta guerra va ser la més mortífera de la història nord-americana, ja que hi van morir més nord-americans que en cap altre conflicte armat. Va provocar la mort de 620.000 soldats i un nombre indeterminat de civils. Però tingué com a llegat la fi de l'esclavatge als Estats Units, la restauració de la Unió, i l'enfortiment del paper del govern federal. Les qüestions socials, polítiques, econòmiques i racials de la guerra afectaren de manera decisiva l'era de la reconstrucció, la qual va durar fins a l'any 1877, i va comportar canvis que van ajudar a fer del país una superpotència.
En l'actualitat als Estats Units la Guerra Civil dels Estats Units és anomenada senzillament "La Guerra Civil". En català i en diverses llengües europees se l'anomena "Guerra de Secessió", mentre que els autors anglesos de fora dels Estats Units l'anomenen "Guerra Civil Americana". A Extrem Orient s'anomena "Batalla entre el Nord i el Sud dels EUA" o "Guerra Americana Nord-Sud" depenent de l'idioma.

## Causes del conflicte
La coexistència d'un sud esclavista amb els, cada cop més, antiesclavistes del Nord, és un fet que va contribuir clarament a l'esclat del conflicte o, si més no, va provocar que fos inevitable. Abraham Lincoln no va proposar lleis federals contra l'esclavitud on aquesta ja existia, però en el seu discurs de 1858, el House Divided Speech, expressà el seu desig d'aturar la seva propagació, i va transmetre el missatge que l'esclavitud estava en un procés de desaparició. Gran part de la batalla política de la dècada del 1850 es va centrar en l'expansió de l'esclavitud als nous territoris, acabats de crear. Tots els dels territoris organitzats pretenien ser estats independents, el que va augmentar el moviment dels estats del sud cap a la secessió. Tant en el Nord i el Sud eren conscients que si l'esclavitud no s'expandia perdria força i desapareixeria.
Els temors del Sud de perdre el control del govern federal davant les forces que anaven contra l'esclavitud i el ressentiment del Nord per la influència que el poder esclavista ja exercia en el govern, desencadenà la crisi durant la dècada del 1850. Els desacords sectorials sobre l'abolicionisme i l'aspecte moral de l'esclavitud, el desenvolupament de la democràcia i els mèrits econòmics del treball lliure davant el treball amb esclaus a les plantacions van provocar el col·lapse en partits com el Whig i el "Know-Nothing", i l'aparició de nous partits com el "Free Soil Party" (Partit del sòl lliure) el 1848, el dels republicans el 1854, i la formació de la Unió Constitucional el 1860. El 1860, l'últim dels partits polítics nacionals, el Partit Demòcrata dels Estats Units, es dividí en diverses branques sectorials.
Tant el Nord com el Sud es van veure influïts per les idees de Thomas Jefferson. Els sudistes feren seves les idees sobre la defensa de l'esclavitud i els drets dels estats (States' rights), odees esmentades per Jefferson a les resolucions de Kentucky. Els del nord es movien dins una gran varietat d'opinions que anaven des d'abolicionistes com William Lloyd Garrison a la moderació del republicà Lincoln, que va emfatitzar la part de la declaració de Jefferson en què afirma que tots els homes són creats iguals. Lincoln va esmentar aquesta proposta en el seu discurs de Gettysburg.

### Regions econòmiques del país
Abans que comencés la guerra civil, els Estats Units eren una nació dividida en quatre regions diverses: 
- el nord-est, amb una economia industrial i comercial creixent, i amb una densitat de població en augment.
- el nord-oest (o mig-oest), una regió de ràpida expansió de camperols lliures, i on l'esclavatge havia estat abolit.
- l'alt sud, una regió amb un sistema de plantacions.
- el sud-oest, una regió de creixement econòmic basat en l'expansió de la producció de cotó.

Amb dos sistemes laborals fonamentalment oposats, llibertat al nord, esclavatge al sud, els canvis econòmics van començar a produir canvis socials a les diferents regions geogràfiques del país. A mitjan segle XIX havien emergit dues visions diferents de la societat al nord i al sud del país.

### Els estatslliuresi els estatsesclaus
Abans de la guerra civil, la constitució proveïa un mitjà per al debat pacífic sobre el govern futur, i els conflictes causats per la ràpida expansió de la nació s'havien pogut resoldre. Durant dècades, s'havia mantingut un equilibri entre el nombre d'estats "lliures" (on l'esclavatge era il·legal) i estats "esclaus" (on l'esclavatge era permès), perquè el Senat tingués un balanç de poder. L'últim estat esclau que va ser acceptat fou Texas el 1845; cinc estats lliures van ser admesos a la Unió entre 1846 i 1859. L'admissió de Kansas, com a estat esclau va ser bloquejada, i s'esperava la seva admissió com a estat lliure el 1861. Amb una població creixent (la qual cosa significava més poder de massa democràtica) al nord industrialitzat, amb la ruptura del sistema bipartidista amb la creació del Partit Republicà dels Estats Units, i amb la creixent hostilitat d'ideologies, era impossible continuar amb solucions pacífiques als conflictes per tal d'evitar la crisi.

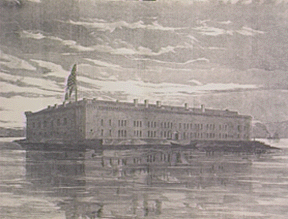
El fort Sumter abans de la batalla

El suport a la secessió anava molt lligat al nombre de plantacions de cada regió, i els estats del Sud més profund que tenia una major concentració de plantacions van ser els primers a separar-se. La part més septentrional del Sud formada pels estats esclavistes de Virgínia, Carolina del Nord, Arkansas i Tennessee tenia menys plantacions i inicialment rebutjà la secessió fins que l'esclat de la crisi de Fort Sumter els va obligar a triar un bàndol. Els estats fronterers tenien encara menys plantacions i mai van arribar a separar-se. A partir de 1850, el percentatge de blancs del sud que vivien en famílies que tenien esclaus representaven el 43 % en el Sud més meridional, el 36 % al Sud més septentrional i el 22 % en els estats fronterers que es decantaren sobretot per la Unió. El 85 % dels amos d'esclaus que posseïen 100 o més esclaus vivien a la part meridional del Sud, en comptes de l'1 % que vivien en els estats fronterers. El 95 % dels afro-nord-americans vivien al Sud, que comprèn un terç de la població, en lloc d'un 1 % de la població del Nord. En conseqüència, els temors d'emancipació final van ser molt més grans al Sud que al Nord.

### Tensions polítiques i l'elecció d'Abraham Lincoln

Abraham Lincoln

La dècada del 1850 les tensions es transformaren ràpidament i augmentaren en intensitat. El Partit Republicà va ser establert el 1854, i s'oposava a l'expansió de l'esclavatge als territoris de l'oest. Encara que al començament només un petit percentatge de persones del nord volien abolir l'esclavitud vigent al sud, els republicans van rebre el suport de la majoria dels habitants del nord i de l'oest que no volien competir amb un sistema econòmic basat en l'esclavitud si aquest arribava a estendre's a altres estats. Mentrestant, els enormes guanys de les plantacions de cotó van consolidar la dependència del sistema agrícola a l'existència de l'esclavitud.
La secessió del sud va ser catalitzada amb l'elecció del candidat republicà Abraham Lincoln del Partit Republicà dels Estats Units a les eleccions presidencials nord-americanes de 1860. Lincoln, al començament, tenia una posició moderada en relació amb la qüestió. S'havia compromès a oposar-se a l'expansió de l'esclavitud a nous territoris –així doncs, prevenint l'admissió dins la Unió de més estats amb esclaus–, però també va admetre que el govern federal no tenia cap poder per a abolir l'esclavitud als estats on existia, i que enfortiria les lleis en contra dels esclaus fugitius. Els estats del sud, però, no confiaven en Lincoln, i eren conscients que altres republicans tenien la intenció d'abolir completament l'esclavitud.
A més de la victòria de Lincoln en les eleccions presidencials, els estats del sud havien perdut poder dins el Senat, i es convertiren en una minoria després d'haver controlat gairebé de manera contínua la presidència i el Congrés i, per tant, perdien el control sobre certes lleis i tarifes comercials que els afavorien.
La justificació, però, que van utilitzar els estats del sud va ser el dret dels estats a la secessió. El 9 de febrer, 1861, abans de la pujada al poder del nou president, set estats van declarar la secessió de la Unió, i van crear un govern independent, els Estats Confederats d'Amèrica. Van prendre el control dels forts i de les propietats federals dins els seus territoris, i ho feren amb poca resistència. Era l'inici de la guerra.

## Desenvolupament de la guerra

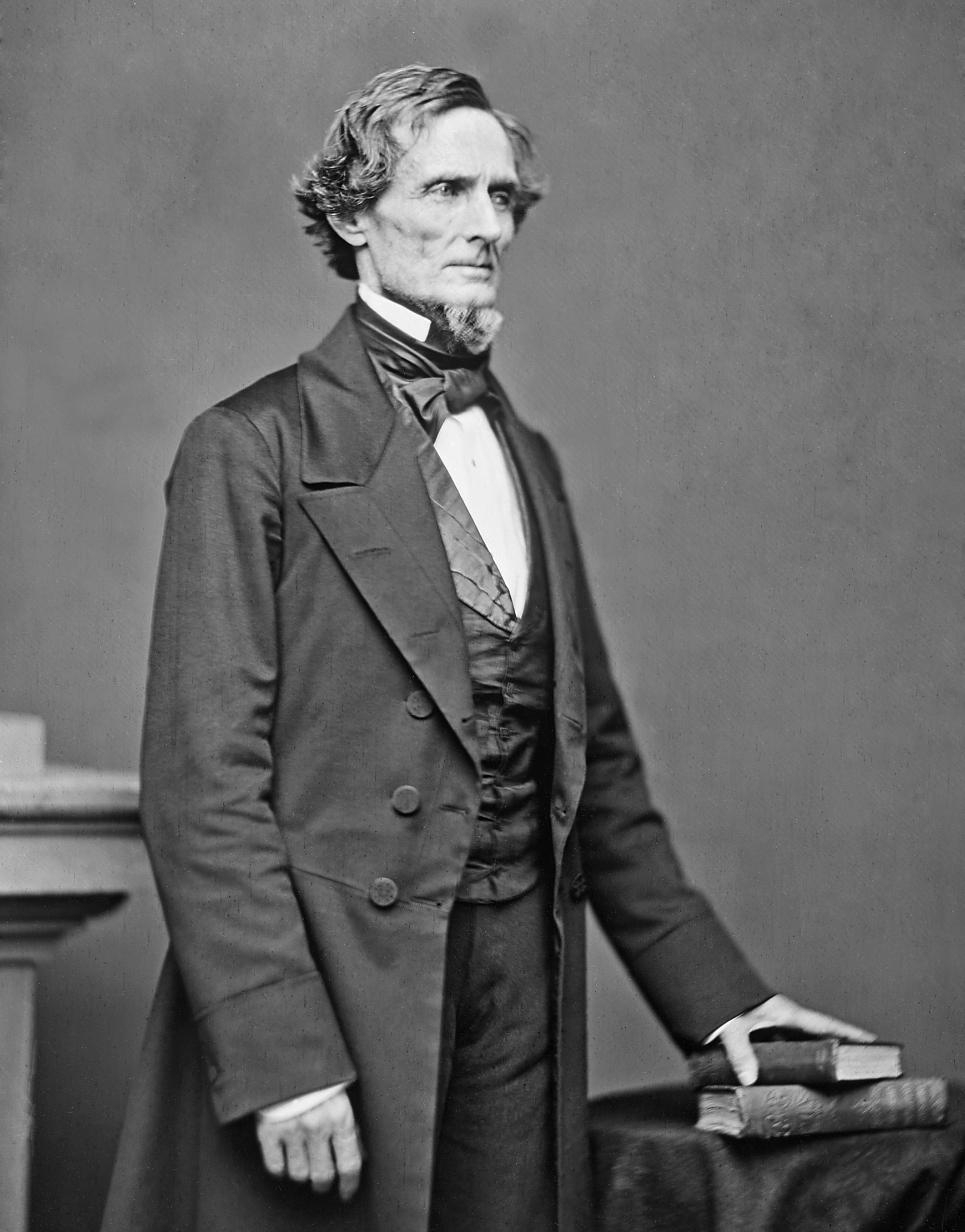
Jefferson Davis

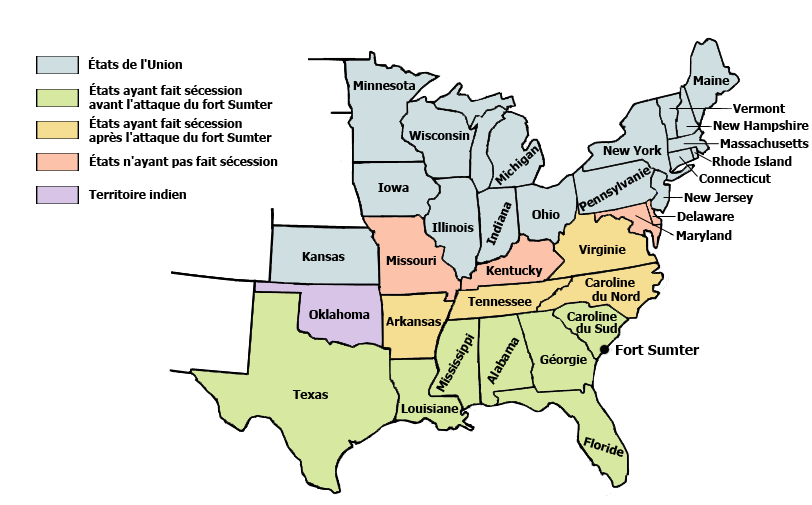
Mapa de la secessió

El desembre de 1860, Carolina del Sud va ser el primer estat a sortir de la Unió després la van acompanyar altres cinc estats Alabama, Florida, Geòrgia, Louisiana i Mississipi. Aquests estats van elegir a Jefferson Davis, de Mississipi, com a president del nou país. Oficialment, la guerra civil va començar quan el general dels confederats Pierre Gustave Toutant de Beauregard va obrir foc sobre el Fort Sumter, a Charleston, Carolina del Sud, el 12 d'abril, 1861, i no acabaria fins al 28 de juny, 1865.

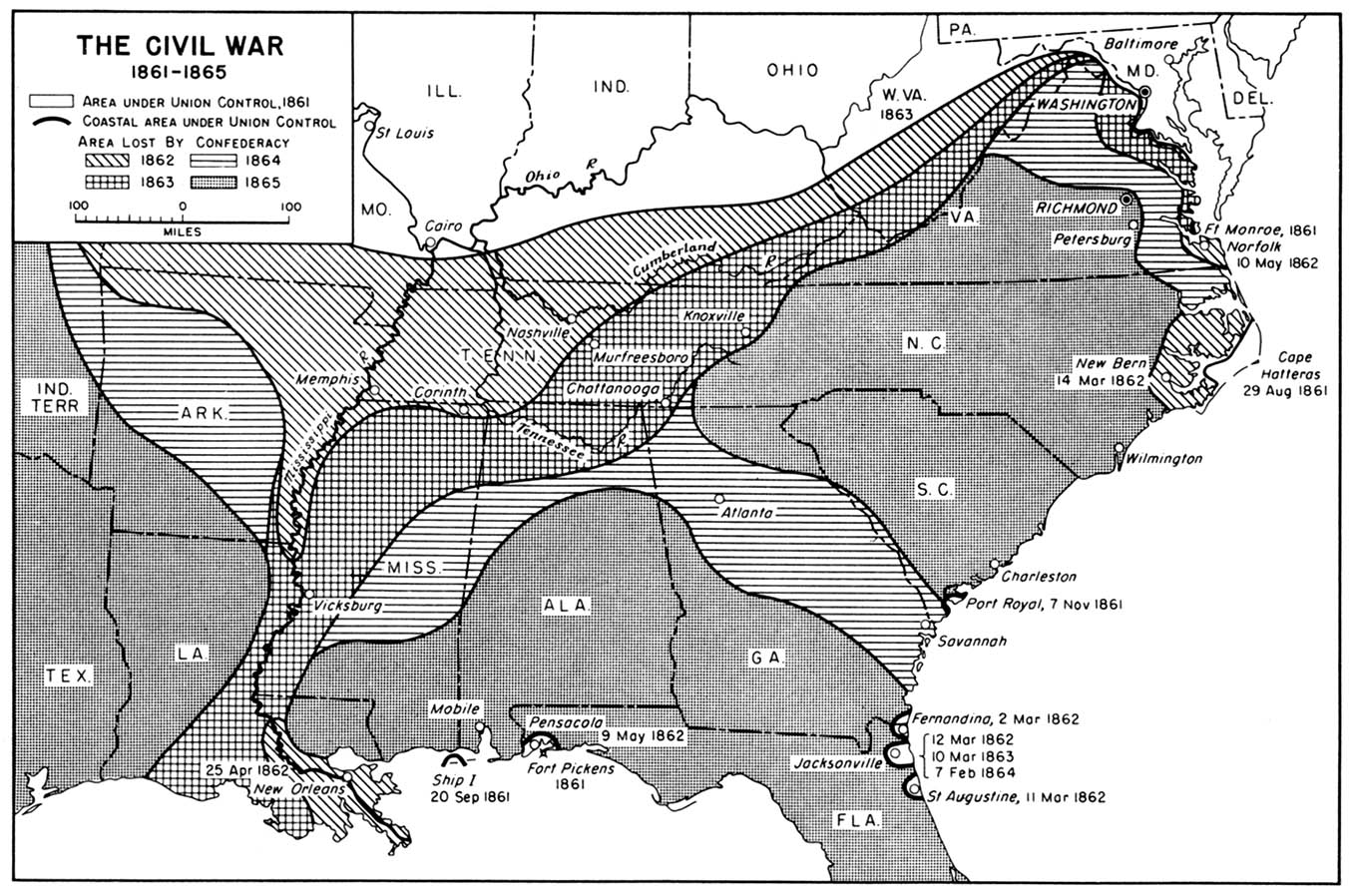
Mapa cronològic de la guerra

El 15 d'abril de 1861, en resposta al bombardeig confederat sobre e Fort Sumter, Abraham Lincoln va decidir cridar a files 75.000 soldats, per tal d'aturar una revolta que el sistema judicial no va poder interrompre. La majoria de les poblacions del Nord es van mostrar favorables a aquesta decisió de rescabalament de les accions dels secessionistes. Abraham Lincoln va agrupar tropes per recuperar-lo i això va ser vist per la Confederació com una declaració de guerra. Cinc estats més s'uniren al Sud: Arkansas, Carolina del Nord, Tennessee, Virgínia i Texas. Richmond, la capital de Virgínia, va ser escollida com a capital dels Estats Confederats d'Amèrica.

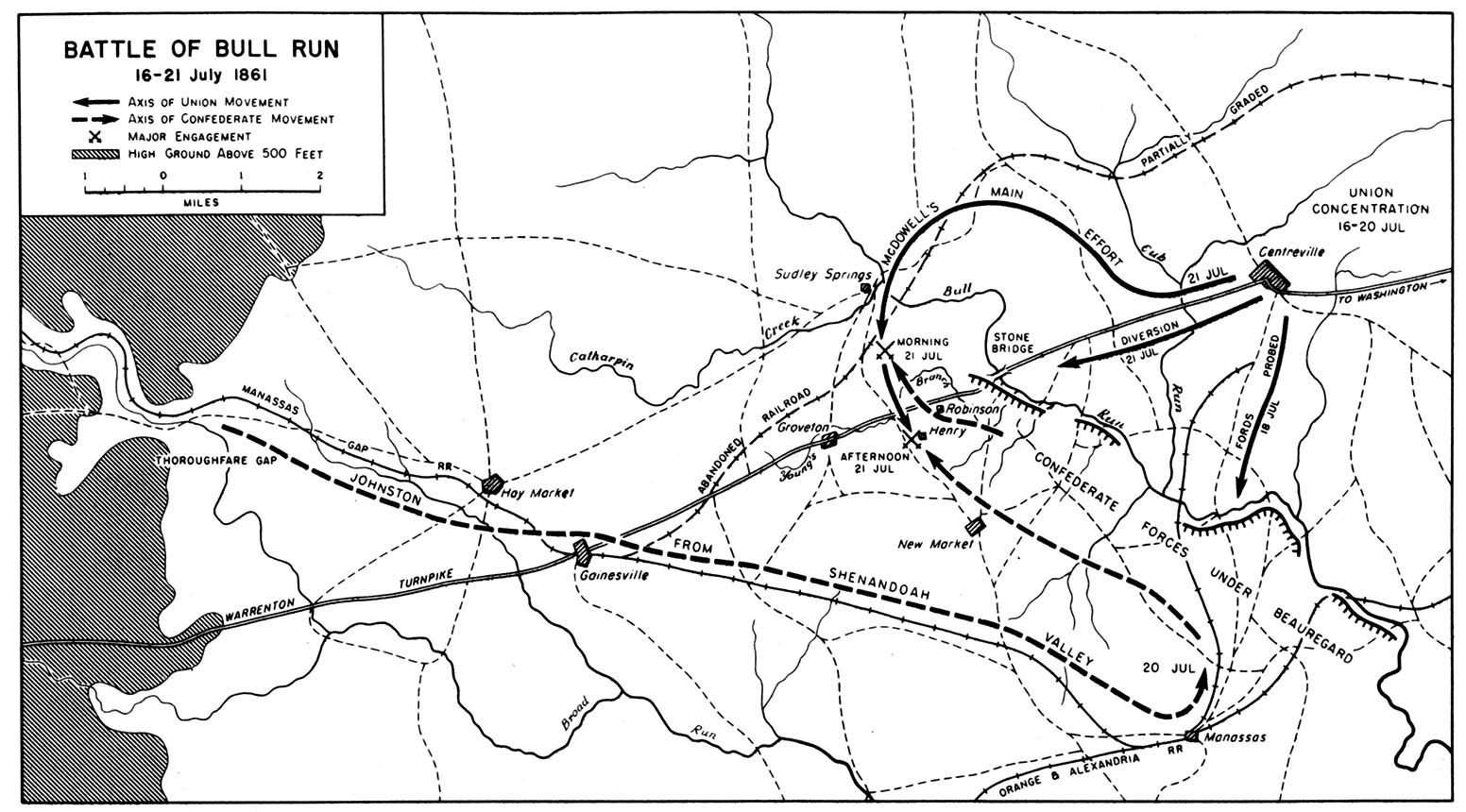
primera batalla de Bull Run

L'opinió pública del nord va reclamar una marxa contra Richmond per acabar amb la Confederació. Cedint a la pressió política, el general de brigada Irvin McDowell va dirigir l'inexpert exèrcit del Potomac sense experiència a través de Bull Run contra el també inexpert exèrcit confederat del general de brigada P. G. T. Beauregard acampades prop de Manassas, ve van rebutjar als unionistes a la primera batalla de Bull Run, però desorganitzats, els confederats no van poder avançar a Washington. Ambdós bàndols es van adonar ràpidament que la guerra seria més llarga i brutal del que s'havien imaginat. El 22 de juliol, el president Lincoln va signar un projecte de llei que preveia l'allistament d'altres 500.000 homes fins a tres anys de servei.
A l'agost, els confederats sota el comandament del general Benjamin McCulloch i les tropes de la Guàrdia Estatal de Missouri sota el comandament del general Sterling Price es van acostar a l'Exèrcit de l'Oest del general unionista Nathaniel Lyon, acampat a Springfield. En la batalla de Wilson's Creek Lyon va morir i Samuel D. Sturgis va assumir el comandament de les forces de la Unió, que va ordenar la retirada a Springfield, però els confederats estaven massa desorganitzats i mal equipats per perseguir les forces de la Unió en retirada donant als confederats el control del sud-oest de Missouri i permetent a avançar cap al nord i prendre Lexington.
George Brinton McClellan fou convocat a l'agost per comandar el nou Exèrcit del Potomac, que es convertiria en l'exèrcit principal del teatre oriental i l'1 de novembre ja havia maniobrat al voltant de Winfield Scott i va ser nomenat general en cap de tots els exèrcits de la Unió, malgrat la vergonyosa derrota d'una expedició que va enviar pel riu Potomac a la batalla de Ball's Bluff a l'octubre.
Com a líders en la Unió destacaren el mateix Abraham Lincoln comandant en cap de les forces armades i els generals Ulysses S. Grant, William Tecumseh Sherman, George Henry Thomas, Philip Sheridan i Winfield Scott. Per part de la confederació sobresortiren Jefferson Davis, president de la confederació i comandant en cap de les forces armades i el general Robert Edward Lee.

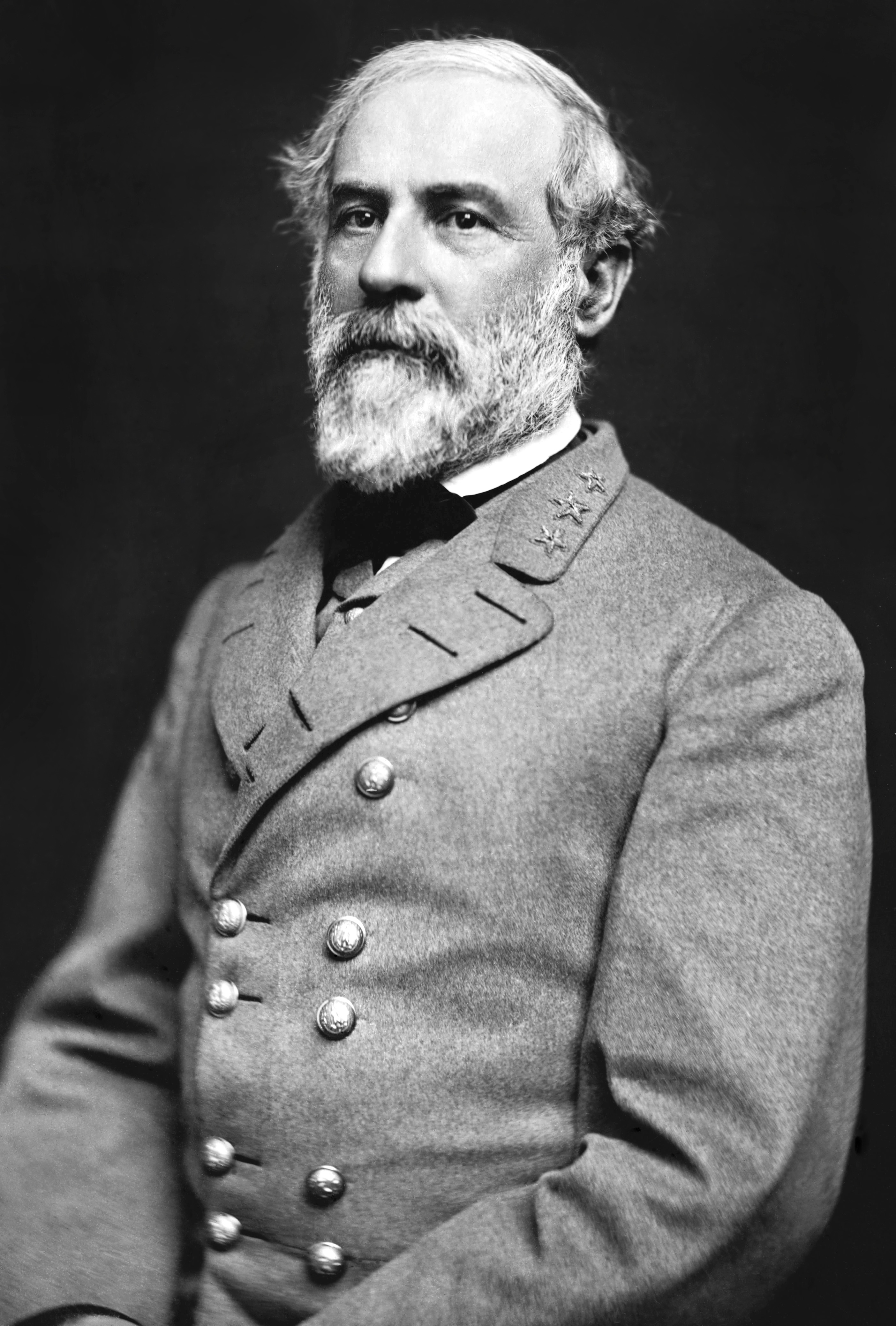
Robert E. Lee

Uns 180.000 afroamericans van formar part de les tropes de la Unió, molts d'ells fugitius del Sud. A més, Abraham Lincoln va proclamar la Declaració de l'Emancipació el 22 de setembre de 1862, la qual considerava lliures tots els esclaus dels territoris del sud guanyats en la guerra. En canvi, els confederats no van permetre que lluitessin els afroamericans fins poques setmanes abans de la fi de la guerra. La discriminació persistia, ja que els afroamericans tenien les pitjors tasques i cobraven la meitat que els blancs.

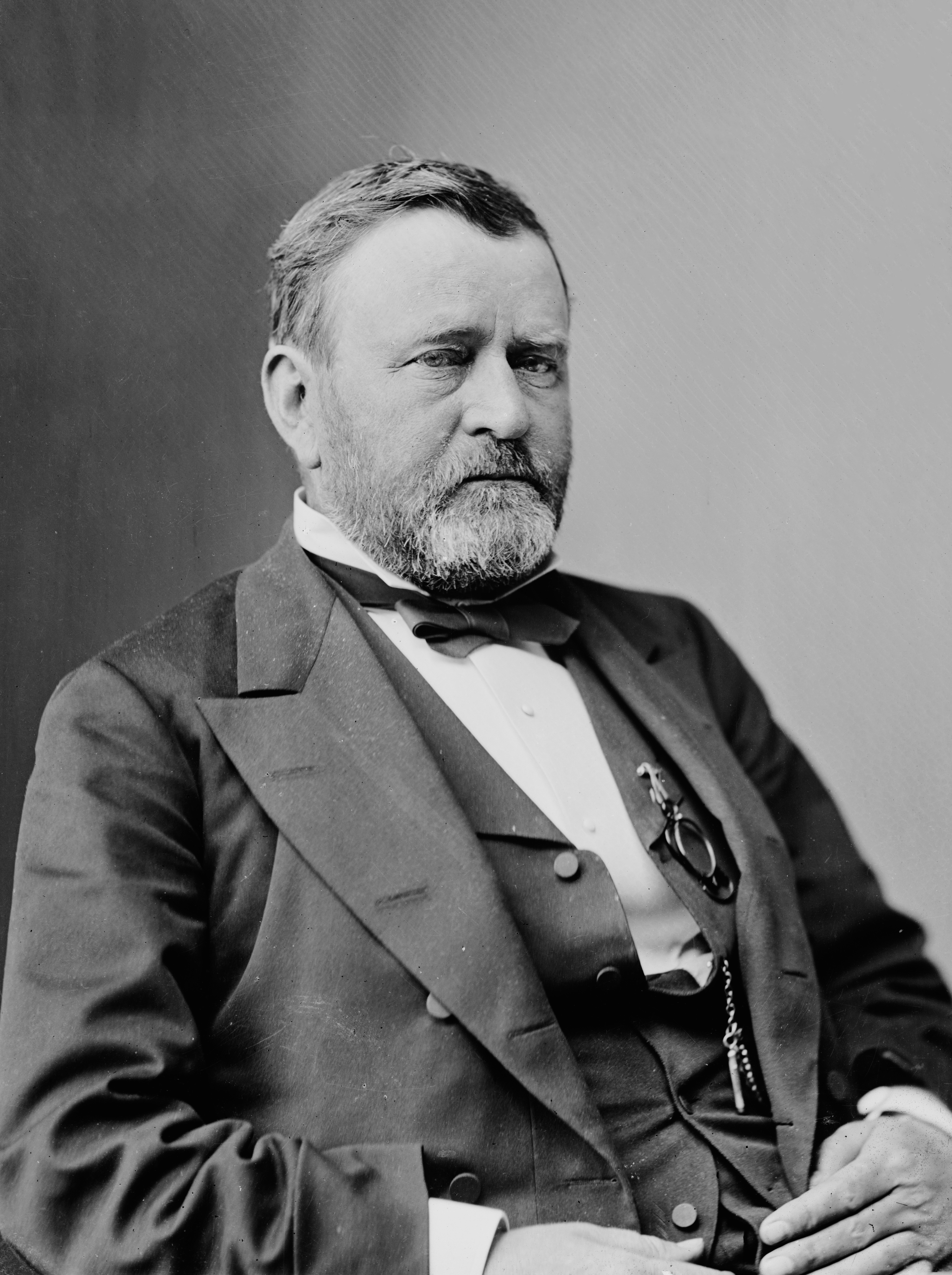
Ulysses S. Grant

El "Pla Anaconda" va ser ideat per part del general Winfield Scott de la Unió per bloquejar per terra i per mar la Confederació i va tenir molt d'èxit. Els nordistes en principi pensaven que la guerra duraria només tres mesos, però els avanços fins a pocs quilòmetres de Washington dels sudistes van preparar-los per a una guerra llarga i alhora aquest esdeveniment va mantenir elevada la moral dels confederats.
Amb la victòria a la batalla de Pea Ridge el març de 1862 les forces de la Unió van establir el control federal de la major part de Missouri i el nord d'Arkansas. Les unitats de l'exèrcit van ser retirades per combatre la guerra a l'est, substituïdes per infanteria i cavalleria voluntàries criades pels estats de Califòrnia i Oregon, pels governs territorials o per les milícies locals. Aquestes unitats van lluitar contra els indis i van mantenir comunicacions obertes amb l'est, mantenint l'oest amb la Unió i derrotant l'intent confederat en març de 1862 de capturar el territori de Nou Mèxic des de Texas a la batalla de Glorieta Pass.

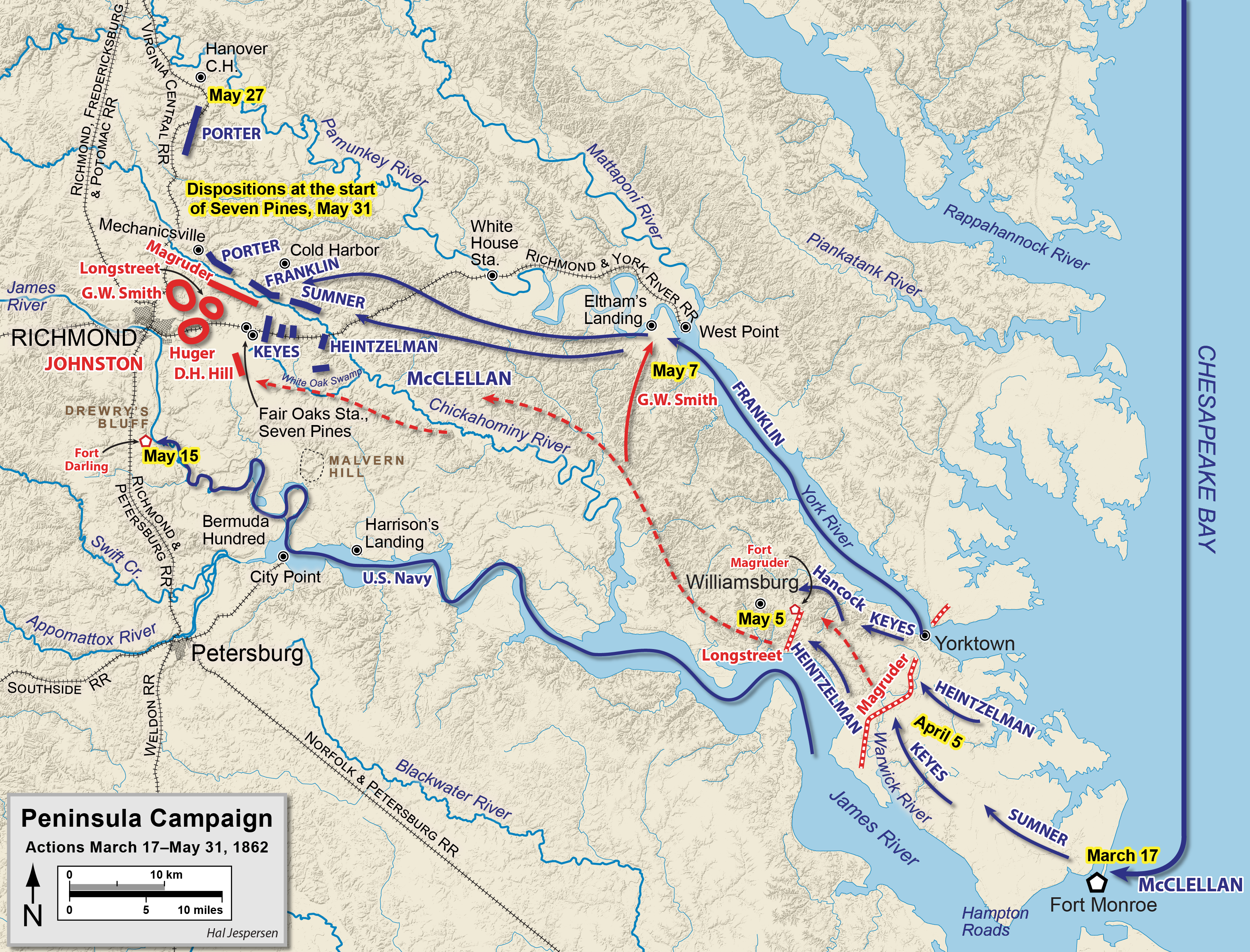
campanya de la Península

A finals de maig de 1862, el general nordista McClellan estava a només 10 km de la capital confederada, Richmond, però els confederats contraatacaren en la batalla de Fair Oak i el general confederat Robert E. Lee va frenar la invasió en la campanya de la Península i les batalles dels Set Dies, i Lincoln va ordenar que l'exèrcit tornés a la zona de Washington per donar suport a l'exèrcit del major general John Pope a la campanya del Nord de Virgínia i a la Segona Batalla de Bull Run.
La batalla de Gettysburg iniciada l'1 de juliol de 1863 que va enfrontar 85.000 nordistes comandats per George Gordon Meade contra 65.000 sudistes comandats per Robert E. Lee va convertir-se en la major batalla esdevinguda en terra nord-americana resultant una derrota decisiva per a la causa dels confederats.
El reclutament d'homes en ambdós bàndols va ser al principi voluntari però davant els esdeveniments, el 1862 al Sud i el 1863 al Nord, va passar a ser forçós. En els dos bàndols es podia pagar una elevada quantitat per evitar anar a la guerra i, el 1863, aquesta injustícia provocà una revolta de les classes populars a Nova York que va ser reprimida per l'exèrcit.
| «                                                                               | Ara ens dediquem a una gran guerra civil, provant si aquesta nació, o qualsevol altra nació tan concebuda i tan dedicada, pot suportar-se durant molt de temps. Ens trobem amb un gran camp de batalla d'aquesta guerra. Hem vingut a dedicar una part d'aquest camp, com a lloc de descans final per als qui aquí van donar les seves vides perquè aquesta nació pogués viure. És completament apropiat i hem de fer això. | » |
| — Abraham Lincoln. Abraham Lincoln's Gettysburg Address, 19 de Novembre de 1863 | |   |

El recentment nomenat general en cap Ulysses S. Grant va arribar del teatre occidental l'any següent, el 1864, i va prendre el control de les operacions a Virgínia. El 1864 ja era clar que la Confederació havia perdut la guerra, ja que el seu sistema de comunicacions i subministraments havia estat destruït, però, malgrat tot, van continuar resistint. Sota Grant, les forces de la Unió van capturar Richmond el 10 d'abril de 1865 després de diverses sagnants batalles de la campanya Overland i un setge de nou mesos a prop de les ciutats de Petersburg i Richmond. Grant va perseguir les forces en retirada de Lee i aquest veient que res no podrien fer els seus 50.000 soldats contra els 120.000 del general enemic, va demanar la rendició a Appomattox Court House l'abril de 1865, que va posar fi a les grans operacions a la zona, garantint essencialment la victòria de la Unió.
Un total de 558.052 soldats van morir durant la guerra; sumant els desapareguts, foren uns 620.000. Tres cinquenes parts de les morts van ser per malalties, una cinquena per ferides i només una cinquena directament en combat. Aquest va ser un conflicte bèl·lic modern tant en el sentit de l'ús de tota mena de material innovador com en la gran destrucció ocasionada.

## Cronologia del conflicte
1861
- 12 abril. El general Beauregard atacà Fort Sumter, i l'endemà el major Robert Anderson es rendeix. Lincoln mobilitza 75.000 soldats i bloqueja els ports del sud.
- 15 juliol. El general del Nord Irvin MacDowell envaeix Virgínia amb 35.000 homes, però és rebutjat per Beauregard i Johnston a Manassas o Bull Run, de manera que va provocar fortes pèrdues entre els nordistes. Els sudistes es fortifiquen a les defenses del riu Potomac, York, Rappahanock i Chickahominy. El general McClellan és encarregat d'organitzar l'exèrcit del Nord, i recluta 200.000 homes.
- 8 de novembre. Els senadors confederats Mason i Slidell són detinguts pel vaixell nordista USS San Jacinto quan viatjaven a Europa en el vaixell britànic RMS Trent per a missions diplomàtiques. Això provocà un conflicte, el Trent Affair,[32] que generà una gran tensió entre els Estats Units i la Gran Bretanya.

1862
- 9 març. A Hampton Roads el vaixell Merrimac obliga a fugir al nordista Monitor. Els sudistes compren a la Gran Bretanya l'Alabama, que enfonsa 42 vaixells nordistes abans de ser enfonsat pel Kearsarge vora Cherbourg.
- Abril. Els Nordistes Farragut i Butler desembarcaren a Nova Orleans i tancaren la badia de Mobile. Grant i Halleeck s'apoderaren de Fort Henry i Fort Donelson pel Nord, però es fan forts a Vicksburg, gairebé inexpugnable pels pantans i turons, encara que evacuaren Nashville i Memphis.
- 26 juny. Lee és nomenat cap militar de les tropes del Sud per substituir al ferit Johnston, i recluten al voltant de 900.000 soldats. Rebutgen l'atac de Mac Clellan a Yorktown, i amb Jackson l'obligà a replegar-se (batalla de Seven Days).
- 1 juliol. Lee els torna a vèncer a Bull Run, travessa el Potomac i ataca Maryland.
- 17 setembre. MacClellan rep una còpia dels plans de Lee i concentra els efectius a Antietam. Aconseguí detenir l'avenç de Lee, però aquest aconsegueix fugir travessant el Potomac. McClellan exigeix reforços i és substituït per Ambrose Burnside.
- Desembre. Burnside atacà Rochmond en un atac frontal. Lee el venç a Fredericksburg i el fa perdre 12.000 soldats. Burnside és substituït per Hooker.

1863
- Maig. Hooker és vençut per Stonewall Jackson a Chancellorsville, però va morir poc després en un accident. Hooker és substituït per Meade. Lee dediceix passar a l'ofensiva per tal d'envair Washington i acabar la guerra.
- 27 juny. Lee envaeix Maryland amb 72.000 soldats.
- 30 juny-3 juliol. Batalla de Gettysburg. Lee ataca les posicions de Meade, però una imprudent i inoportuna càrrega ordenada a Pickett fa que es perdin 10.000 soldats en un xoc frontal.
- 4 juliol. Amb moltes pèrdues, Lee es replega al Potomac. Grant ataca Vicksburg i el sudista Pemberton es rendí amb 30.000 soldats. Això fou el primer cop fort al Sud, que perdia el control del Mississipi i el contacte amb els guerrillers de Missouri i Kansas, com Quantrill i Bloody Will Anderson.
- 7 juliol. Cau Port Hudson. El domini del Mississipi és totalment nordista.
- Octubre. La Gran Bretanya decideix no vendre més vaixells als confederats.
- Novembre. El sudista Braxton Bragg venç Rosencranz i G. Thomas a la batalla de Chickamauga, però no pot impedir que Grant venci a la batalla de Chattanooga i ocupi tota la vall del Tennessee.

1864
- 9 març. Grant és nomenat cap militar de la Unió, i Meade de l'exèrcit del Potomac.
- 5 maig. El federal Shermann envaeix Geòrgia amb 100.000 soldats. L'objectiu és prendre Atlanta i atacar l'interior del sud, per tal de rendir-lo per gana. Incendia els camps de cotó. Proclamaren l'emancipació dels negres del Sud, molts dels quals abandonaren les propietats dels blancs. La Confederació reclutà 850.000 soldats més, entre ells negres sota promesa de llibertat.
- 8-19 maig. Grant travessa el Rapidan amb 100.000 homes més i ataca Virgínia. Lee el rebutja a Wilderness i el deté a Spottsylvània. Grant perd 30.000 soldats. El submarí confederat Hunley enfonsa la fragata nordista Housatonic a Charleston. Grant intenta atacar Lee per Cold Harbour, però fou rebutjat.[33]
- 30 maig. Grant es replega al riu James per tal d'ocupar Pittsburg i atacar Richmond, però és rebutjat un altre cop per Lee.
- 17 juliol. Shermann arriba a Chattahoochee. Johnston és substituït per John Hood.
- 1 setembre. Hood presenta batalla a Shermann i és vençut, per la qual raó ha d'evacuar Atlanta i perdre 11.000 homes.
- 5 octubre. En un darrer intent desesperat, Lee confia 20.000 soldats a Jubal Early i John Breckenridge perquè ataquin Maryland amb el pla d'alliberar 17.000 presoners confederats a Port Lockout i amb ells atacar Washington, i així alliberar-se de la pressió de Sherman al Sud.
- 7 octubre. Early i Breckenridge són detinguts per Lew Wallace a Monocacy i rebutjats definitivament als ravals de Washington.
- 19 octubre. Batalla de Cedar Creek, on Early és vençut per Sheridan, qui devasta la vall de Shenandoah, provocant greus pèrdues econòmiques i fam a la Confederació.
- 27 desembre. Hood és vençut novament per Sheridan als voltants de Nashville.

1865
- 27 gener. Capitulació de Fort Fisher, que protegeix Wilmington i és port subministrador de Richmond.
- 18 febrer. La flota federal ocupa Charleston.
- 2 abril. Batalla de Fiver Forks. Sheridan pren Petersburg.
- 3 abril. Lee fuig de Richmond per tal d'unir-se a Johnston, i amb ell tot el govern confederat. Els nordistes compten amb 950.000 soldats i la confederació només amb 450.000.
- 9 abril. Sheridan assetja Robert Lee a Appomatox. Lee es rendeix per tal d'evitar més morts ja inútils.
- 14 abril. Lincoln és assassinat per John Wilkes Booth, fanàtic sudista a sou d'obscurs afers conspiratoris.
- 26 abril. Johnston es rendeix a Sherman. Durant tot el mes uns 175.000 soldats confederats es rendiren als federals a Greensboro.
- 30 abril. R. Taylor i S.B. Bruckner negocien la pau.
- 10 maig. Jefferson Davis és capturat a Irwinsville (Geòrgia) quan intentava fugir del país per mar.

## Conseqüències
El desembre de 1864, el Congrés va proposar la 13a esmena a la constitució, prohibint l'esclavatge a tots els estats de la federació, la qual va ser ratificada el 1865. Altres esmenes subsegüents van definir el concepte de ciutadania, i van donar el dret de vot als homes afroamericans. En les eleccions subsegüents, de 1876 a 1964, els estats del sud van votar en contra dels candidats republicans. Aquest fenomen va ser conegut com el "Sud Sòlid". Aquesta situació, però, s'ha revertit completament. Des de les eleccions de 1964 el Sud s'ha convertit en la força del partit republicà. La fi de la guerra va suposar l'inici d'una nova era coneguda com a Reconstrucció.

## Representacions en l'art
Se sol considerar la primera guerra a Occident "observada" per la població civil mentre ocorrien les batalles, de manera que va tenir un impacte immediat, reflectit en nombroses obres d'art. Entre les imatges creades per contemporanis que van ser testimonis de la guerra tenim Conrad Wise Chapman (1842-1913), Edward Lamson Henry (1841-1919), Winslow Homer (1836-1910), James Hope (1818-1892), Eastman Johnson (1824-1906), Theodore Kaufmann (1814-1896) Thomas Nast (1840-1902), Augustus Saint-Gaudens (1848-1907), William Aiken Walker (1838-1921) o l'il·lustrador britànic William Waud (1832-1878).